# Borki (Prostki)
Borki ist ein Ort in der polnischen Woiwodschaft Ermland-Masuren, der zur Landgemeinde Prostki (deutsch Prostken) im Powiat Ełcki (Kreis Lyck) gehört.

## Geographische Lage
Borki liegt im südlichen Osten der Woiwodschaft Ermland-Masuren, 13 Kilometer südlich der Kreisstadt Ełk (deutsch Lyck). Unmittelbar östlich angrenzend befindet sich der gleichnamige, aber auf dem Gebiet der Gmina Ełk gelegene Ort Borki.

## Geschichte
Über die Geschichte Borkis, besonders aus der Zeit vor 1945, und einen etwaigen Zusammenhang mit dem gleichnamigen Nachbarort Borki gibt es keine Belege.
Der kleine Ort wird geprägt durch das Gelände eines Staatlichen Landwirtschaftlichen Betriebes (polnisch Państwowe Gospodarstwo Rolne – PGR). Er ist Sitz eines Schulzenamtes (polnisch Sołectwo) und somit eine Ortschaft im Verbund der Landgemeinde Prostki im Powiat Ełcki, bis 1998 der Woiwodschaft Suwałki, seither der Woiwodschaft Ermland-Masuren zugehörig.

## Kirche
Borki PGR gehört ebenso wie der gleichnamige Nachbarort zur katholischen Pfarrei Bajtkowo (deutsch Baitkowen, 1938–1945 Baitenberg) im Bistum Ełk der Römisch-katholischen Kirche in Polen.
Die evangelischen Einwohner orientieren sich zur Kirchengemeinde in der Stadt Ełk (Lyck), einer Filialgemeinde der Pfarrei Pisz (Johannisburg) in der Diözese Masuren der Evangelisch-Augsburgischen Kirche in Polen.

## Verkehr
Borki liegt an einer Nebenstraße, die den Ort mit dem gleichnamigen Nachbarort Borki verbindet. Eine Bahnanbindung existiert nicht.